# René Huyghe
René Huyghe (3. května 1906 Arras – 5. února 1997 Paříž) byl francouzský historik a teoretik výtvarného umění. Jeho myšlení ovlivnili Henri Bergson a Daisaku Ikeda, zabýval se vlivem psychologie na vnímání uměleckého díla. Dále systematicky zpracoval a zhodnotil francouzské malířství 19. století.

## Život
Vystudoval estetiku a filozofii na Pařížské univerzitě a dějiny umění na École du Louvre. Od roku 1930 pracoval v Louvru, kde se v roce 1937 stal hlavním kurátorem sbírky obrazů. Vydával odborné časopisy L'Amour de l'Art a Quadrige a byl zakladatelem Mezinárodní federace uměleckého filmu.
Za druhé světové války spolupracoval s odbojem a podařilo se mu zachránit před Němci řadu cenných uměleckých děl z Louvru i z jiných francouzských sbírek. 
Od roku 1950 učil pschologii umění na Collège de France. Od roku 1974 vedl Musée Jacquemart-André. 
V roce 1960 obsadil páté křeslo Francouzské akademie. Byla mu udělena Erasmova cena a Řád čestné legie.

## Rodina
- Manželka Lydie Huygheová byla spolupracovnicí při edici jeho publikací.
- Syn François-Bernard Huyghe je politolog.

## Dílo (výběr)
Od roku 1936 začal psát monografie o historii malířství. Jedna z prvních byla o Tizianovi.
Věnoval se v encyklopedickém rozsahu zejména historii francouzského malířství. Jednu knihu napsal o životě a díle Jeana Antoina Watteaua. Tři monografie napsal o dějinách francouzského malířství 19. století (=ismy), jednu  monografii o historii Salónu nezávislých (Un Siècle d’art moderne : l’historie du Salon des indépendants 1884-1984), další Janu Antoinovi Watteauovi, a zakladatelům moderní malby Eugène Delacroix neboli Osamocený boj, Paulu Gauguinovi, Paulu Cézannovi a Vincentu van Goghovi. 
Od roku 1963 vydával také encyklopedie, pro které dokázal shromáždit a vést kolektiv špičkových autorů.
Jeho knihy byly přeloženy do několika světových jazyků, všechny do angličtiny a němčiny, vycházely v opakovaných vydáních.

## České překlady
- Řeč obrazů ve světle psychologie umění, (překlad Jitka Hamzová), Odeon 1973
- Čtyřsvazková encyklopedie Larousse Umění a lidstvo, Odeon Praha 1967-1974, (spoluautor a hlavní editor): 
  - Encyklopedie umění pravěku a starověku
  - Encyklopedie umění středověku (překlad Edgar Knobloch, Vladimír Mikeš a Jiří Pechar)
  - Encyklopedie umění renesance a baroku
  - Encyklopedie umění nové doby (překlad Hana Stašková a další)
- Vermeer - souborné malířské dílo, (překlad Dagmar a F.X. Halasovi), Odeon Praha 1983
- Vincent van Gogh, monografie, Fortuna print Praha 1992, ISBN 80-7153-029-8